# 17903 Shamieh
17903 Shamieh este o planetă minoră (asteroid), cu un diametru de 5,418 km, din centura de asteroizi. A fost descoperită pe 19 martie 1999 la Magdalena Ridge Observatory⁠(d) de Lincoln Near-Earth Asteroid Research. 
Obiectul prezintă o orbită caracterizată de o semiaxă mare de 2,7522637 UAi, o excentricitate de 0,09, o înclinație de 4,53167 ° în raport cu ecliptica.